# Онкало

Схема геологического захоронения Онкало: подходные туннели по спирали вокруг вентиляционных шахт к главному и нижнему исследовательским уровням

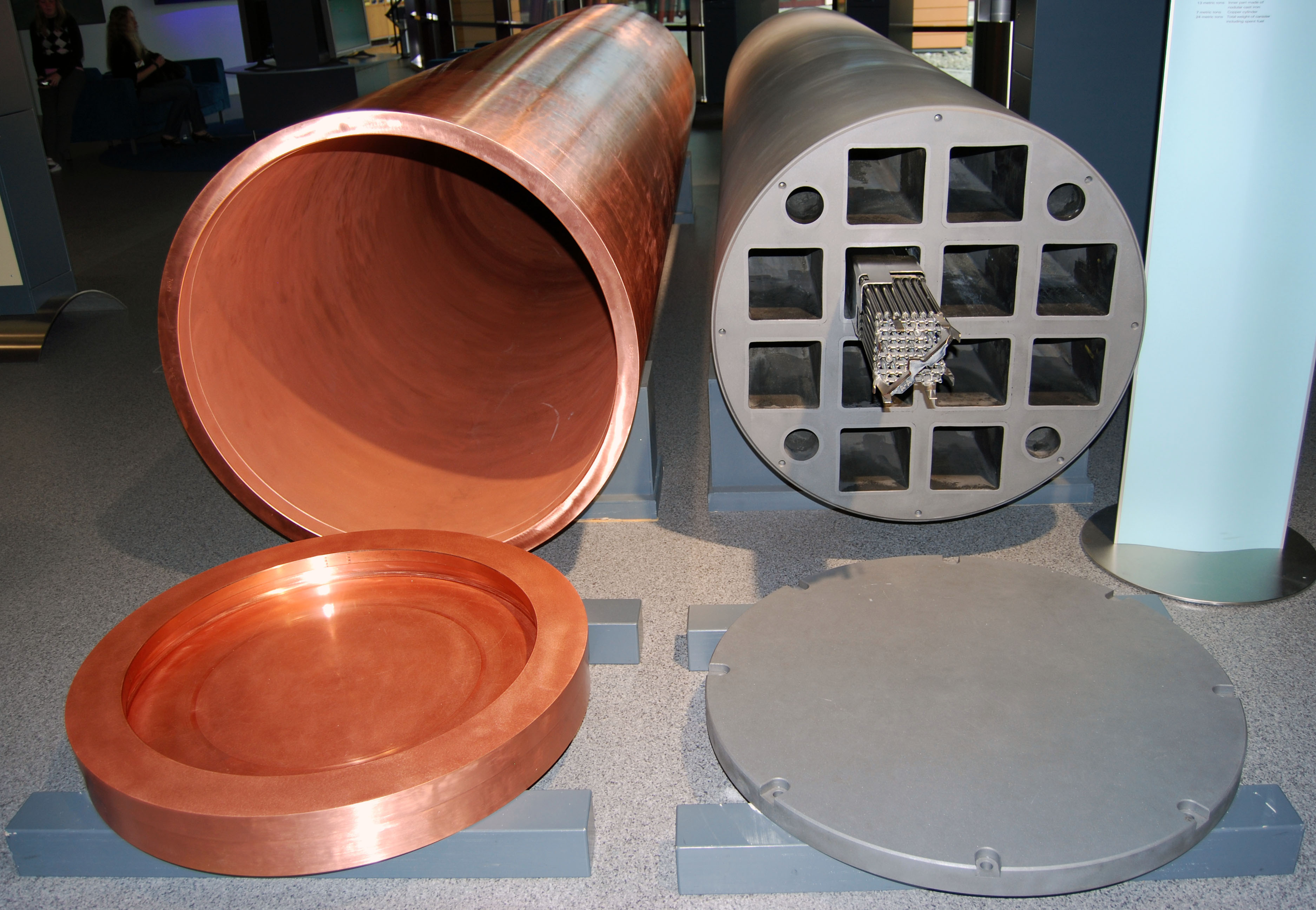
Капсула KBS-3: медная капсула, стальная канистра и в ней топливная сборка

Хранилище отработавшего ядерного топлива О́нкало — глубокое геологическое захоронение для окончательного захоронения отработавшего ядерного топлива, первое хранилище такого рода в мире. 
В настоящее время строится компанией Posiva в общине Эурайоки, на западном побережье Финляндии в 2 км[уточнить] к востоку от АЭС «Олкилуото». 
Основано на методе захоронения отходов KBS-3, разработанном шведской Svensk Kärnbränslehantering AB (SKB). 
Планируемое время функционирования — 100 000 лет.

## История
В Государственный Акт о ядерной энергии Финляндии в 1994 были внесены поправки, согласно которым все ядерные отходы, произведённые в Финляндии, должны быть и утилизированы в Финляндии. Из более 100 мест в 2000 году выбрали Олкилуото для (очень) долговременного подземного хранилища финляндского отработанного ядерного топлива. Объект назвали фин. Onkalo — «пещера» или «полость».
Ориентировочная стоимость всего проекта составляет около 818 млн евро, что включает в себя строительство, инкапсуляции и эксплуатационные расходы.
Процесс утилизации будет включать помещение двенадцати топливных сборок в канистру из борсодержащей стали и её запечатывание в медную капсулу KBS-3. Каждую капсулу затем поместят в отдельное отверстие в ответвлении хранилища и зальют бентонитом. 
Хранилище, как ожидается, будет достаточно большим, чтобы принимать пеналы с отработанным топливом около ста лет, то есть примерно до 2120 года. Тогда, после последней инкапсуляции и захоронения, вход в туннель будет забетонирован и засыпан грунтом.

### Строительство
Община Эурайоки выдала разрешение на строительство в августе 2003 года; 
в 2004 началась выемка грунта.
Прокладка туннелей производится в гранитной коренной породе на участке Олкилуото вблизи Ботнического залива, в 5 км[уточнить] от АЭС. 
Объект строится, а также и далее будет обслуживаться компанией Posiva Oy, принадлежащей двум производителям атомной энергии в Финляндии — Fortum и TVO (Fennovoima, которая в настоящее время планирует[прояснить] свой первый ядерный реактор, не является акционером Posiva).
План строительства разделён на четыре этапа:
- этап 1 (2004-09) — прокладка широких туннелей вниз по спирали на глубину 420 метров[1];
- этап 2 (2009-11) — продолжение прокладки до глубины в 520 метров;
- этап 3 — обустройство хранилища;
- этап 4 — инкапсуляция и захоронение (планируется с 2023 года).

## Критика
Согласно опубликованным в 2012 году результатам исследований учёных из стокгольмского Королевского технологического института, медные капсулы KBS-3, которые планируется использовать в проекте Onkalo, не так коррозийно-безопасны, как утверждают компании, разрабатывавшие хранилище.

## В культуре
Датский режиссёр Михаэль Мадсен стал соавтором и режиссёром полнометражного документального фильма «Навстречу вечности», в котором показана начальная фаза горных работ и интервью с экспертами. Особое внимание режиссёр уделил семантическим трудностям в осмыслении обозначений хранилища как опасного места у людей в отдаленном будущем.